# Stabilizzatore (aeronautica)
1. equilibratore
2. stabilizzatore

1. deriva
2. timone.

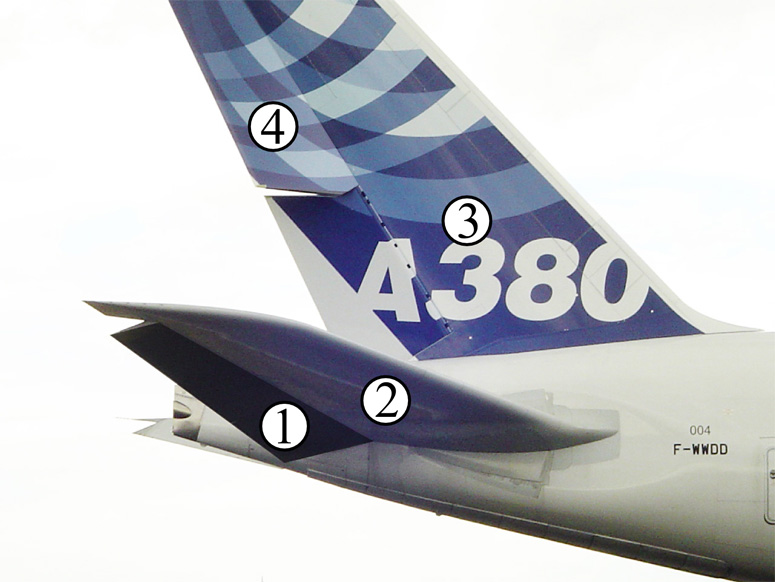
Impennaggi di coda:
- orizzontali:
- equilibratore
- stabilizzatore
- verticale:
- deriva
- timone.

Gli stabilizzatori sono superfici fisse facenti parte, nella maggioranza dei casi, della parte terminale della fusoliera di un aeroplano, detta piano orizzontale di coda. A questi sono incernierati gli equilibratori, che hanno il compito di far scendere (picchiare) o salire (cabrare) l'aereo durante il volo. Tale movimento avviene con la rotazione dell'aereo attorno al suo asse trasversale, passante idealmente per il baricentro e che congiunge le due estremità alari.
In particolari combinazioni d'assemblaggio, equilibratori e stabilizzatori diventano un tutt'uno, risultando una sola superficie mobile a cui rimane il medesimo compito degli equilibratori. Oltre alla fusoliera, a volte si trovano assemblati alla deriva dell'aereo stesso. Caso eccezionale rappresenta l'assemblaggio in prossimità della cabina di pilotaggio, nella configurazione "canard".

## Coda cruciforme

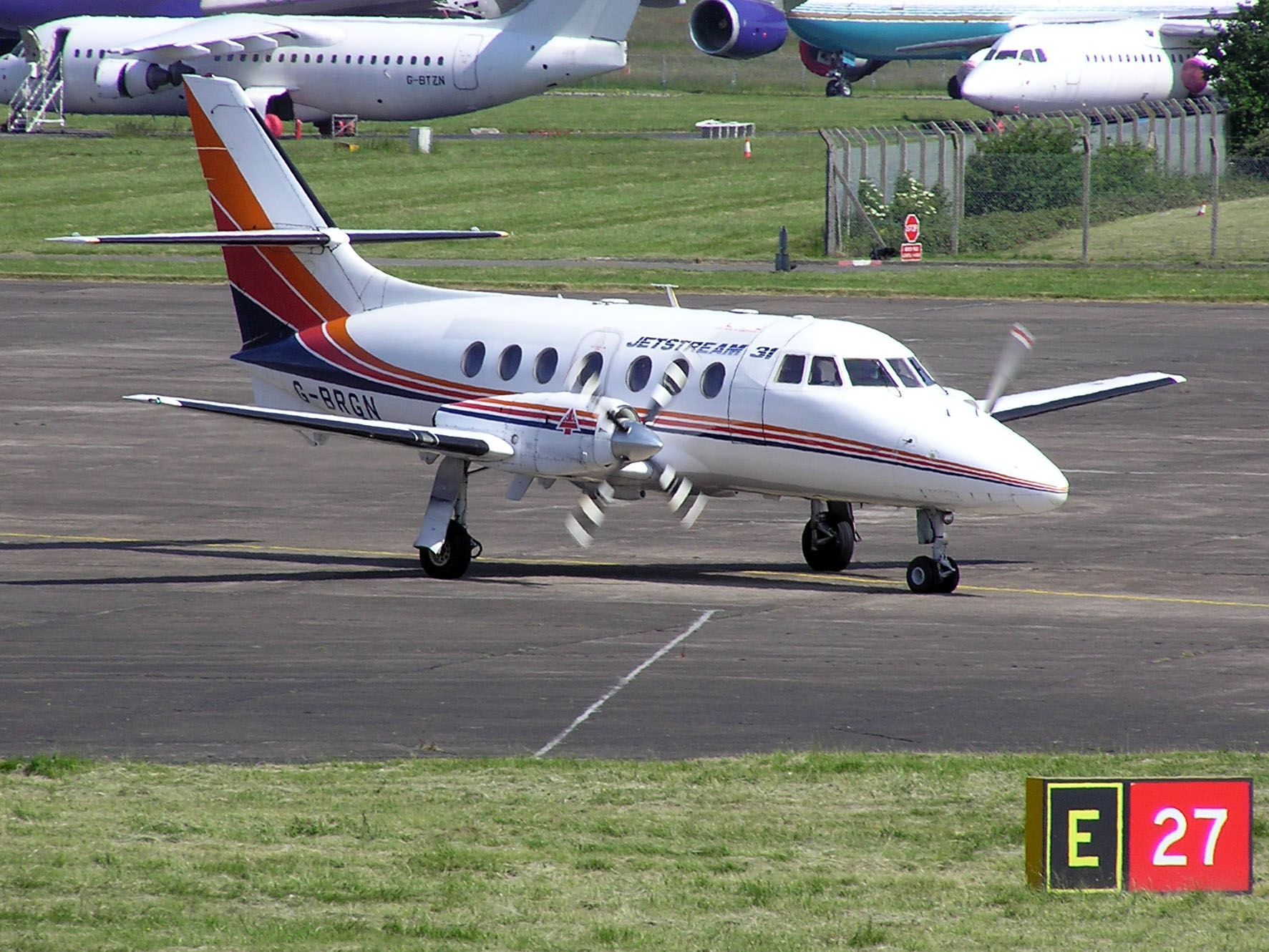
Un Jetstream 31 con coda cruciforme

Alcuni aeroplani usano un disegno di coda cruciforme, con uno stabilizzatore orizzontale posizionato a metà di quello verticale, formando così una forma a croce se vista da dietro. Alcuni esempi possono essere il F-9 Cougar, il F-10 Skyknight ed il Sud Aviation Caravelle.
La coda cruciforme dà il vantaggio di un'aerodinamica maggiore della coda e non richiede la stessa forza verticale di una coda con disegno a T.